# Centro comercial Cenit
El centro comercial Cenit es una plaza de abastos y establecimiento comercial, el primero de este tipo en Cartagena, situado en el barrio del Ensanche-Almarjal –diputación de Cartagena Casco–. Fue inaugurado el 4 de enero de 1983.

## El centro
El Cenit se estructura como una galería comercial anexa a un edificio de viviendas y una explanada asfaltada que funciona como aparcamiento, y en la que los miércoles se levanta un mercadillo de más de 200 puestos.
En 2012, en el contexto de la crisis económica de 2008 y con el fin de captar una mayor atención del consumidor, el centro creó una página web donde se aloja información de los comercios, como ofertas y datos de contacto. Además, y desde hace varios años, el Cenit organiza regularmente eventos como loterías o concursos variados.

## Accesos

### A pie / por carretera
Dispone de accesos en la avenida de Murcia y la calle de la Guardia Civil.

### En autobús
La siguiente línea urbana presta servicio al complejo:
| Línea | Recorrido  | Operador       |
| ----- | ---------- | -------------- |
| 8     | Icue Bus I | ALSA (TUCARSA) |